# Floßmühle
Floßmühle ist der Name einer Ortslage von Borstendorf, das seit 2015 ein Ortsteil der Gemeinde Grünhainichen im sächsischen Erzgebirgskreis ist.

## Geographie

### Geographische Lage und Verkehr
Floßmühle liegt im Tal der Flöha südlich von Borstendorf und südöstlich von Grünhainichen im Erzgebirge auf etwa 353 m. Südlich von Floßmühle liegt Wünschendorf, südwestlich Stolzenhain und Börnichen. Der Ort besitzt einen Haltepunkt an der Bahnstrecke Reitzenhain–Flöha.

## Geschichte
Das Einzelgut Floßmühle wurde spätestens 1791 als Ortsteil von Borstendorf erstmals erwähnt. Entsprechend gehörte es zum Amt Augustusburg und später ab 1875 zur Amtshauptmannschaft Flöha. Seit der genannten Ersterwähnung ist die Ortslage als Floßmühle bzw. Floßmuͤhle (1791) bekannt. 1875 lebten in der Ortslage, die heute mehrere Häusergruppen umfasst, 31 Personen.

1901/1902 wurde in Floßmühle ein Elektrizitätswerk errichtet. Die größte Gewerbeansiedlung, die Papierfabrik Floßmühle C. G. Schönherr wurde nach dem Zweiten Weltkrieg enteignet und 1946 demontiert.

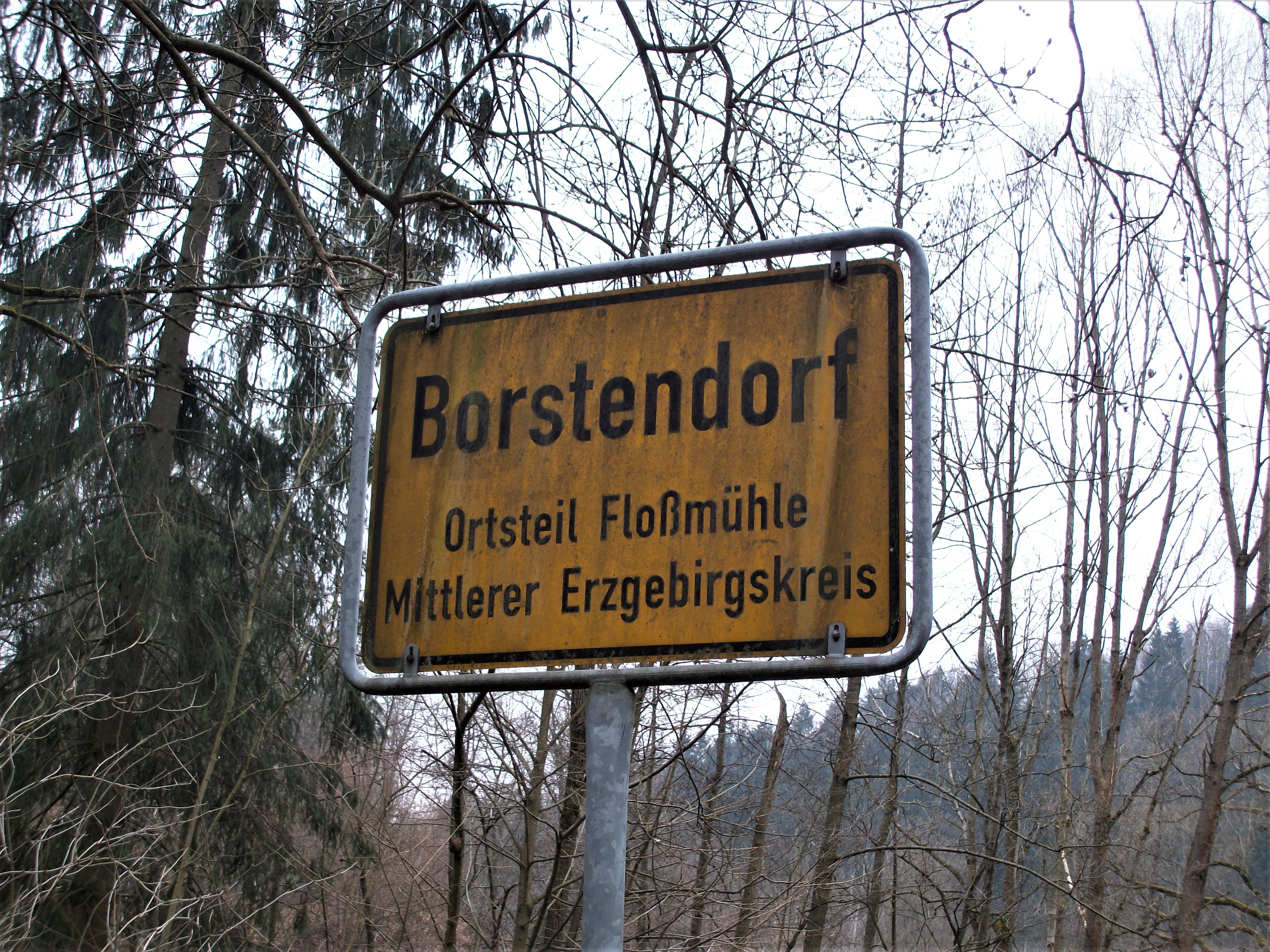
Ortseingangsschild
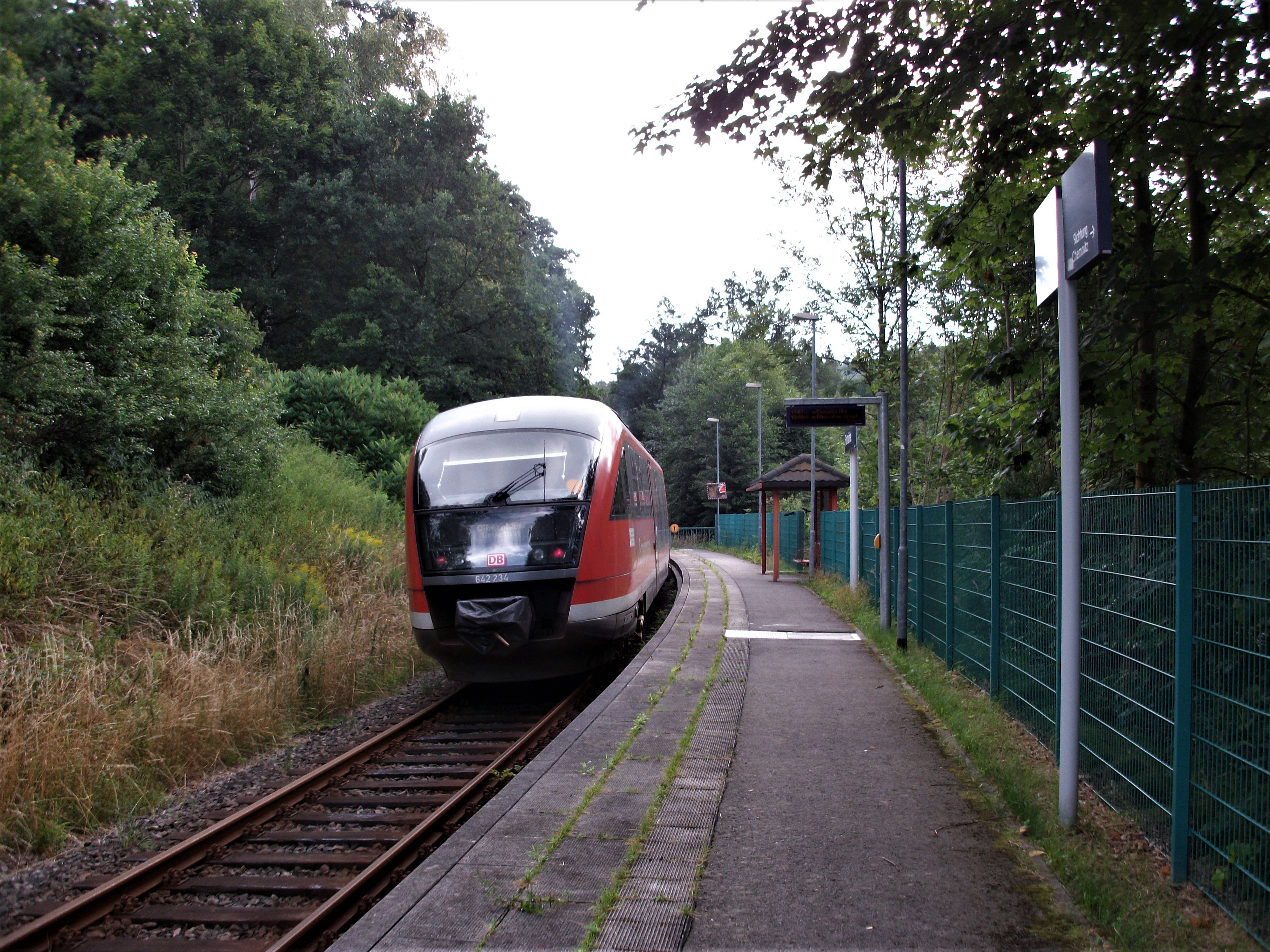
Haltepunkt Floßmühle
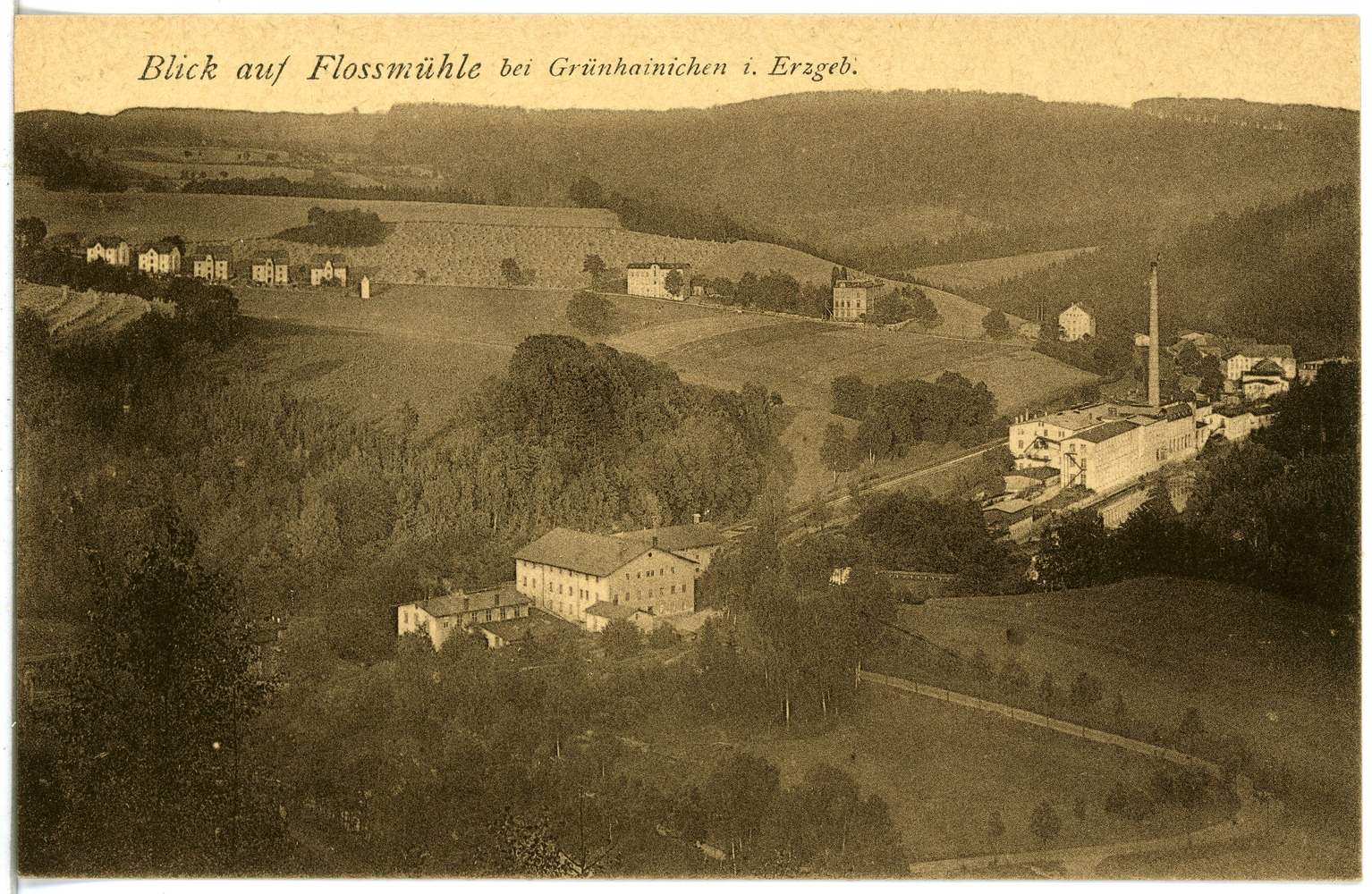
Blick auf Floßmühle (1920)

## Verkehr
An der Bahnstrecke Reitzenhain–Flöha (Flöhatalbahn) gibt es einen Haltepunkt Floßmühle.

## Belege
1. ↑  Floßmühle – HOV | ISGV. Abgerufen am 19. August 2023.